# Bittiolum varium
Bittiolum varium, tên phổ biến the grass cerith, là một loài ốc biển, là động vật thân mềm chân bụng sống ở biển thuộc họ Cerithiidae.

## Miêu tả
Chiều dài vỏ lớn nhất được ghi lại là 6.5 mm.

## Môi trường sống
Độ sâu lớn nhất được ghi lại là 0 m. Độ sâu lớn nhất ghi nhận được là 11 m.